# جاكب جورج كريستيان أدلر
جاكُبْ جورج كريستيان أدْلِرْ (بالألمانية: Jacob Georg Christian Adler)‏ (1169 - 1250 هـ / 1756 - 1834 م) هو مستشرق دنمركي.
من آثاره بحث في «تاريخ الدروز» ، كما أعد تاريخ أبي الفداء «المختصر في أخبار البشر» للطبع مع ترجمة لاتينية، نشرها المستشرق ريسكه.